# Drew Pinsky
David Drew Pinsky (Pasadena, 1958. szeptember 4.)), ismertebb nevén Dr. Drew amerikai médiaszemélyiség, belgyógyász, specialista. A Loveline című rádióműsor vezetője volt 1984-től 2016-ig. Televíziós műsorai közé tartozik a Dr. Drew On Call, a Lifechangers, a Celebrity Rehab with Dr. Drew és annak spin-offjai: a Sex Rehab with Dr. Drew és a Celebrity Rehab Presents Sober House. Ezen kívül több sorozatban és filmben is szerepelt, általában önmaga szerepében. Több podcastot is vezet, például a The Dr. Drew Podcastot, a This Life with Dr. Drew-t, a Dr. Drew After Dark-ot és a The Adam and Drew Show-t Adam Carollával.
Dolgozott a Las Encinas Kórházban és a Huntington Memorial Hospitalban is. Jelenleg magánorvosként praktizál South Pasadenában.

## Élete
Pasadena városában született, zsidó családba. Apja, Morton Pinsky (1926–2009) orvos volt, akinek szülei Ukrajnából menekültek. Anyja, Helene Stanton (1925–2017) énekesnő és színésznő volt.
A Polytechnic Schoolban tanult. 1980-ban diplomázott biológiából, és 1984-ben szerzett orvosi diplomát.

## Kitüntetései
A 4536 Drewpinsky aszteroida róla kapta a nevét.
2008-ban Larry Stewart Leadership and Inspiration Awardot nyert a PRISM Awards díjátadó gálán.

## Magánélete
1991. július 21-én vette feleségül Susan Sailert. Hármasikreik születtek: Douglas, Jordan és Paulina.
Pasadenában él. Gyakran jár futni és rendszeresen edz. Hobbijai az utazás és az opera.

## Publikációi
Újságokban
- Pinsky, Drew (2006. október 1.). „Narcissism and celebrity”. Journal of Research in Personality 40 (5), 463–71. o. DOI:10.1016/j.jrp.2006.05.005.
- Noll AM, Pinsky D (1991. június 1.). „Withdrawal effects of metoclopramide”. West. J. Med. 154 (6), 726–28. o. PMID 1877215. PMC 1002885.

### Könyvei
- Pinsky, Dr. Drew. When Painkillers Become Dangerous: What Everyone Needs to Know about OxyContin and Other Prescription Drugs. New York: Hazelden Publishing & Educational Services (2004). ISBN 1-59285-107-X
- Pinsky, Dr. Drew. Cracked: Putting Broken Lives Together Again. New York: Regan Books (2003. március 20.). ISBN 0-06-009655-1
- Pinsky, Dr. Drew. The Dr. Drew and Adam Book: A Survival Guide To Life and Love. New York: Dell (1998. március 20.). ISBN 0-440-50836-3
- Pinsky, Drew.szerk.: Neinstein, Lawrence S.: Approaches to Management of Drug Abuse, Adolescent health care: a practical guide, 4th, Hagerstown, MD: Lippincott Williams & Wilkins (2002). ISBN 0-7817-2897-5
- Pinsky, Dr. Drew. The Mirror Effect: How Celebrity Narcissism Is Seducing America. London: HarperCollins (2009). ISBN 978-0-06-158233-2